# Pavle Zablatnik

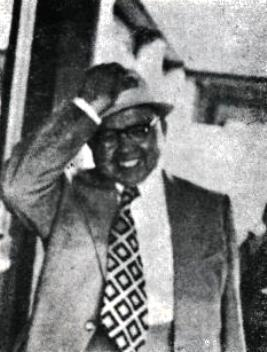
Pavle Zablatnik

Pavle Zablatnik (Paul Zablatnik; * 4. Dezember 1912 in Fellersdorf (slowenisch Bilnjovs); † 26. Mai 1993 in Ludmannsdorf (slowenisch Bilčovs), Kärnten) war ein slowenischer römisch-katholischer Geistlicher, Kulturarbeiter und Ethnologe in Kärnten.

## Schule und Studium
Die Volksschule besuchte Pavle Zablatnik in Ludmannsdorf (1918–1925), danach das klassische Gymnasium in Klagenfurt (1925–1933) und absolvierte 1933–1939 das Studium der Theologie. 1938 erhielt er die Priesterweihe.
Ab 1946 studierte er in Graz Philologie, klassische Philologie und Slawistik. Er diplomierte 1951 und promovierte im selben Jahr mit der Dissertation unter dem Titel: Die geistige Volkskultur der Kärntner Slovenen.

## Geistliche Laufbahn
Zunächst war Pavle Zablatnik 1938–1939 Provisor in Sankt Leonhard bei Sienenbrünn, danach in Sankt Margarethen ob Töllerberg bei Völkermarkt (1939–1946).
Neben seiner weltlichen Tätigkeit betreute er auch die Pfarren Göltschach/Golšovo, St. Niklas an der Drau/Šmiklavž (1952–1956) und 1961–1972 Ottmanach/Otmanje, heute in der Gemeinde Magdalensberg. Er war auch Priester in St. Egid/Šentilj (1952–1956), Maria Gail/Marija na Zilji (1958), Sankt Johann im Rosental (1977) und in Glainach bei Ferlach/Glinje pri Borovljah (1978–1993).

## Weltliches Wirken
Nach seiner Diplomierung war er Professor am klassischen Gymnasium in Klagenfurt (1951–1957) und von 1957 bis 1967 am Bundesgymnasium für Slowenen in Klagenfurt sowie deren Direktor von 1968 bis zu seiner Pensionierung 1977. Er unterrichtete die Fächer Latein, Griechisch, Slowenisch, Russisch und Stenographie.
Er hielt zahlreiche pädagogische Vorträge für Lehrer im zweisprachigen Unterrichtswesen in Kärnten. Am Institut für Slawistik an der Universität Klagenfurt lehrte er von 1973 bis 1983 slowenische Volkskunde, slowenische Literatur aus Kärnten und Didaktik der slowenischen Sprache.
Er war Herausgeber der slowenischen Monatszeitschrift Vera in dom und der Vorsitzende des slowenischen Christlichen Kulturverbandes (Krščanska kulturna zveza, KKZ) in Klagenfurt (1957–1968), Vorsitzenden des Slovensko kulturno društvo (Slowenischer Kulturverein) in Klagenfurt und stellvertretender Vorsitzender des slowenischen Volksverlages Hermagoras/Mohorjeva (ab 1981).
Pavle Zablatnik war auch geistiger Vater des slowenischen ethnographischen Instituts Urban Jarnik und über 30 Jahre lang Mitarbeiter des slowenischen Radios.
Er war leidenschaftlicher Amateurfilmer und Sammler moderner slowenischer Kunst.

## Auszeichnungen
1974 wurde Pavle Zablatnik zum Hofrat ernannt, 1978 zum Geistlichen Rat.
1982 erhielt er für sein Lebenswerk den Tischler-Preis (Tischlerjeva nagrada), 1982 die Urkunde des Rates der Kärntner Slowenen und 1993 die Murko-Anerkennungsurkunde.

## Werk
Dr. Zablatnik widmete sich in seinem ethnographischen Werk den Bräuchen des Lebenskreises, der Jahreszeiten, der Volksmagie, der Volksdichtung und des Volkstheaters der Kärntner Slowenen. Er publizierte zahlreiche populärwissenschaftliche und wissenschaftliche Aufsätze.
Von ihm stammen die grundlegenden wissenschaftliche Werke Od zibelke do groba (Von der Wiege bis zur Bahre) sowie Ljudska verovanja, šege in navade na Koroškem (Volksglaube, Bräuche und Gewohnheiten in Kärnten)(Celovec, 1984).
Er erstellte auch ein slowenisches Schulbuch für den Lateinunterricht sowie ein slowenisches Lesebuch für die Oberstufe des Gymnasiums.
Er war zutiefst bestrebt, die slowenische Sprache zu erhalten und zu fördern. Sein Wirken war von zentraler Bedeutung für den Erhalt der slowenischen Sprache und Kultur in Kärnten.